# Paretovo rozdělení

Počet obyvatel německých měst (žlutý histogram) lze dobře popsat Paretovým rozdělením (modrá čára).

Paretovo rozdělení, pojmenované podle italského ekonoma Vilfreda Pareta (1848–1923), je rodina spojitých rozdělení pravděpodobnosti na nekonečném intervalu {\displaystyle [x_{\min },\infty )}, charakterizovaných dvěma kladnými parametry: exponentem {\displaystyle k} a minimální hodnotou {\displaystyle x_{\min }}. Paretovo rozdělení se charakteristicky vyskytuje tam, kde náhodné kladné hodnoty probíhají několik řádů velikosti a jsou výsledkem vlivu mnoha nezávislých faktorů.
Distribuce byla Paretem původně použita k popisu rozdělení příjmů v Itálii. Ve druhém svazku Paretova Kursu politické ekonomie (Cours d'économie politique, 1897) se říká, že počet lidí ve státě, kteří mají příjem vyšší než jistou hodnotu {\displaystyle x}, je přibližně úměrný {\displaystyle 1/x^{k}}, kde parametr {\displaystyle k} je podle Pareta ve všech zemích někde kolem 1,5. Tato specifikace kumulativní distribuční funkce definuje rozdělení pravděpodobnosti pojmenované po Paretovi. Také mnoho dalších empirických distribucí lze dobře popsat jako Paretova rozdělení, například velikosti měst nebo výše škod v pojistné matematice.

## Definice

Paretova hustota pravděpodobnosti f(x) s (x _{min} = 1).

Kumulativní distribuční funkce F(x)

Spojitá náhodná proměnná {\displaystyle X} má Paretovo rozdělení {\displaystyle \operatorname {Par} (k,x_{\min })} s parametry {\displaystyle k>0} a {\displaystyle x_{\min }>0} pokud má hustotu pravděpodobnosti
{\displaystyle f(x)={\begin{cases}\displaystyle {\frac {kx_{\min }^{k}}{x^{k+1}}}&x\geq x_{\min }\\0&x<x_{\min }\end{cases}}}
Číslo {\displaystyle x_{\min }} je minimální hodnota a zároveň modus (nejčastější hodnota) distribuce, tj. místo maximální hustoty pravděpodobnosti. S rostoucí vzdáleností mezi {\displaystyle x} a {\displaystyle x_{\min }} klesá pravděpodobnost, že {\displaystyle X} nabývá hodnotu {\displaystyle x}. Vzdálenost mezi {\displaystyle x} a {\displaystyle x_{\min }} se zde přitom chápe jako poměr mezi těmito dvěma veličinami.
Parametr {\displaystyle k} je exponent určující, jak rychle zmíněná pravděpodobnost klesá v závislosti na velikosti hodnoty {\displaystyle x}. S větším {\displaystyle k} křivka je výrazně strmější, tj. náhodná proměnná {\displaystyle X} nabývá velké hodnoty s menší pravděpodobností, a naopak malé hodnoty {\displaystyle k} vedou k plochým (platykurtickým) rozdělením s těžkým pravým ohonem.
Pravděpodobnost, že náhodná proměnná {\displaystyle X} nabude hodnotu menší nebo rovnou {\displaystyle x}, se stanoví z distribuční funkce {\displaystyle F}. Pro všechna {\displaystyle x\geq x_{\min }} tak platí:
{\displaystyle P\left\{X\leq x\right\}=F(x)=\int _{x_{\min }}^{x}f(t)\,dt=1-\left({\frac {x_{\min }}{x}}\right)^{k}} .
Z toho plyne pravděpodobnost, že náhodná proměnná {\displaystyle X} nabude hodnoty větší než {\displaystyle x\geq x_{\min }}:
{\displaystyle {\rm {P}}\left\{X>x\right\}=1-P\left\{X\leq x\right\}=\left({\frac {x_{\min }}{x}}\right)^{k}} .

## Vlastnosti

### Střední hodnota
Střední hodnota je:
{\displaystyle \operatorname {E} (X)={\begin{cases}\displaystyle x_{\min }{\frac {k}{k-1}}&k>1,\\\infty &k\leq 1.\end{cases}}}

### Kvantily

#### Medián
Medián je
{\displaystyle \operatorname {m} (X)=x_{\min }{\sqrt[{k}]{2}}\ .}

#### Přezkoumání Paretova principu
Stejným způsobem se získá pro 4. kvintil, který uvádí Paretův princip:
{\displaystyle Q_{0{,}8}=x_{\min }{\sqrt[{k}]{5}}} .
Střední hodnota {\displaystyle \operatorname {E} (X|X>Q_{0{,}8})}, omezená na hodnoty větší než 4. kvintil, je pro {\displaystyle k>1}:
{\displaystyle \operatorname {E} (X|X>Q_{0{,}8})=x_{\min }{\frac {k}{k-1}}/5^{(k-1)/k}} .
Pro {\displaystyle k=1{,}5}, což Pareto považuje za typické, to vede k výsledku {\displaystyle 1/{\sqrt[{3}]{5}}}, tj. cca 58 % z celkové očekávané hodnoty. Pokud by příjem populace odpovídal Paretově rozdělení s parametrem 1,5, 20 % lidí s nejvyššími příjmy získává pouze 58 % z celkového příjmu - ne 80 %, jak naznačuje Paretův princip. Paretovo pravidlo 80% : 20% přesně platí jen pro {\displaystyle k=\log _{4}5\approx 1{,}16}, tedy pro distribuci mnohem plošší, než by naznačovala Paretova typická hodnota {\displaystyle k=1{,}5}.

### Rozptyl
Rozptyl je
{\displaystyle \operatorname {Var} (X)={\begin{cases}\displaystyle x_{\min }^{2}\left({\frac {k}{k-2}}-{\frac {k^{2}}{(k-1)^{2}}}\right)=x_{\min }^{2}{\frac {k}{(k-2)(k-1)^{2}}}&k>2,\\\infty &1<k\leq 2.\end{cases}}}

### Směrodatná odchylka
Pro {\displaystyle k>2} je směrodatná odchylka
{\displaystyle \sigma (X)={\frac {x_{\min }}{k-1}}{\sqrt {\frac {k}{k-2}}}\ .}

### Variační koeficient
Z očekávané hodnoty a směrodatné odchylky vychází pro {\displaystyle k>2} variační koeficient
{\displaystyle \operatorname {VarK} (X)={\frac {1}{\sqrt {k(k-2)}}}\ .}

### Šikmost
Šikmost je pro {\displaystyle k>3}
{\displaystyle \operatorname {v} (X)={\frac {\displaystyle {\frac {k}{k-3}}-3{\frac {k^{2}}{(k-2)(k-1)}}+2{\frac {k^{3}}{(k-1)^{3}}}}{\displaystyle \left({\frac {k}{k-2}}-{\frac {k^{2}}{(k-1)^{2}}}\right)^{\frac {3}{2}}}}={\frac {2(1+k)}{k-3}}\,{\sqrt {\frac {k-2}{k}}}\ >0.}
Pro {\displaystyle k>3} je Paretovo rozdělení zešikmené doprava podle definice 3. centrálního momentu. Pro {\displaystyle 3\geq k>0} třetí moment diverguje, i když distribuce je stále zešikmená.

### Momenty
Dále {\displaystyle n} -tý obecný moment je
{\displaystyle \operatorname {E} (X^{n})={\begin{cases}\displaystyle x_{\min }^{n}{\frac {k}{k-n}}&k>n,\\\infty &k\leq n.\end{cases}}}

### Charakteristická funkce
Charakteristická funkce je:
{\displaystyle k(-ix_{\mathrm {min} }t)^{k}\Gamma (-k,-ix_{\mathrm {min} }t)\ .}
kde {\displaystyle \Gamma } je neúplná funkce gama .

### Momentová vytvořující funkce
Momentová vytvořující funkce v uzavřené formě pro Paretovo rozdělení neexistuje.

### Entropie
Entropie je: {\displaystyle \log \left({\frac {k}{x_{\text{min}}}}\right)-{\frac {1}{k}}-1\!} .

### Zipfův zákon
Zipfův zákon je matematicky totožný s Paretovým rozdělením (jen osy {\displaystyle x} a {\displaystyle y} se prohodí). Zatímco Paretovo rozdělení se dívá na pravděpodobnost určitých náhodných hodnot, Zipfův zákon se zaměřuje na pravděpodobnost, s jakou náhodné hodnoty zaujímají určitou pozici v pořadí podle frekvence.
{\displaystyle Y(x)=\log(y)=\log(a)+b\log(x).}

## Identifikace Paretova rozdělení

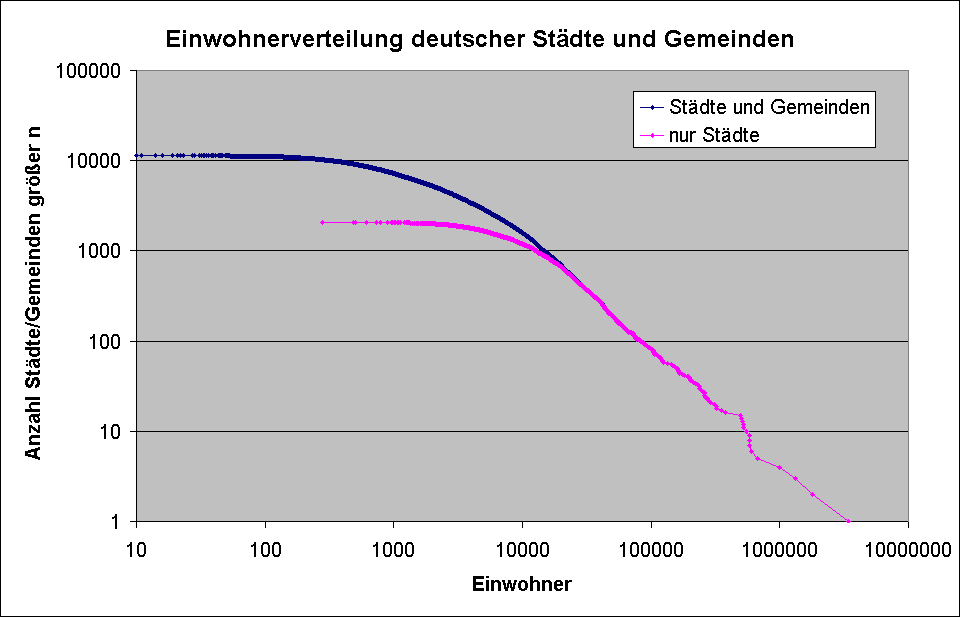
Velikosti německých obcí a měst na dvojitém logaritmickém papíře

To, zda je empirická distribuce přibližně paretovsky rozdělená, lze odhadnout graficky pomocí vynesení empirické distribuční funkce v grafu s logaritmickými stupnicemi na obou osách. Pokud jde o paretovská data, budou body ležet zhruba na přímce. Je to proto, že pravděpodobnost {\displaystyle {\rm {P}}\left\{X>x\right\}} lze vyjádřit v mocninném tvaru a upravit na
{\displaystyle {\rm {P}}\left\{X>x\right\}=\left({\frac {x_{\min }}{x}}\right)^{k}=ax^{b},\quad {\text{kde}}\quad a=x_{\min }^{k}{\text{, }}\quad b=-k}
a po zavedení logaritmického měřítka na ose {\displaystyle x}, tj. {\displaystyle X=\log(x)}, máme
{\displaystyle Y(X)=\log(a)+bX,}
což je přímka se směrnicí {\displaystyle b}, což je hodnota opačná k parametru {\displaystyle k}, který se tak dá graficky snadno odhadnout.